# Amanda Wyss
Pour les articles homonymes, voir Wyss.
Amanda Wyss est une actrice américaine née le 24 novembre 1960 à Manhattan Beach, en Californie (États-Unis),.

## Biographie
Amanda Wyss a commencé sa carrière au début des années 1980 dans des rôles d'adolescente comme Lisa dans le film comique Fast Times at Ridgemont High (1982), Tina Gray dans le film d'horreur Les Griffes de la nuit (1984) et Beth dans Better Off Dead (1985).
En 1990, elle apparait dans le film d'horreur Shakma (1990). En 1991, elle reprend le rôle de Celia dans Son of Darkness : To Die For II et joue aux côtés de Mark Hamill dans Black Magic Woman. En outre, elle joue un rôle secondaire en tant que journaliste d'investigation dans la série télévisée Highlander (1992-1993).
En 1997, elle joue le rôle de Michelle Harding dans Strategic Command. En 2001, elle a été invitée dans la série policière CSI : Crime Scene Investigation. En 2002, elle est apparue dans un épisode de Judging Amy et de Drew Carey Show. En 2004, elle a interprété Sonya Witkowski dans un épisode de la série télévisée Cold Case. En 2006, Wyss a joué le rôle d'une assistante sociale dans la série télévisée Dexter.
Elle apparaît moins sur les écrans dans les années 2010.

## Filmographie

### Cinéma
- 1981 : Force 5 (Force: Five) de Robert Clouse : Cindy Lester
- 1982 : Ça chauffe au lycée Ridgemont (Fast Times at Ridgemont High) de Amy Heckerling : Lisa
- 1984 : Les Griffes de la nuit (A Nightmare on Elm Street) de Wes Craven : Christina « Tina » Gray
- 1985 : Silverado de Lawrence Kasdan : Phoebe
- 1985 : Gagner ou Mourir (Better Off Dead...) de Savage Steve Holland : Beth Truss
- 1986 : Flag de Bill Duke :
- 1989 : To Die For (en) de Deran Sarafian : Celia Kett
- 1989 : Powwow Highway de Jonathan Wacks : Rabbit Layton
- 1989 : Deadly Innocents de John D. Patterson : Andy / Angela
- 1989 : Desert Steel de Glenn Gebhard : Jerri
- 1990 : Shakma de Hugh Parks et Tom Logan : Tracy
- 1990 : Checkered Flag (en) de John Glen et Michael Levine : Chris Baird Trehearn
- 1991 : Son of Darkness: To Die For II (en) de David Price : Cellia
- 1991 : Liaison maléfique (Black Magic Woman) de Deryn Warren : Diane Abbott
- 1992 : Bloodfist IV: Die Trying (en) de Paul Ziller : Shannon
- 1995 : Digital Man de Phillip J. Roth : Lt. Fredericks (non créditée)
- 1997 : Haute Tension (en) (Strategic Command) de Rick Jacobson : Michelle Harding
- 1997 : Tupperware Party de Tracey Needham (court métrage) : Maddie
- 1998 : Marry Me or Die de Bob Hoge : Nora Dawkins
- 2000 : Bella! Bella! Bella! de Jeff Van Hanken (court métrage) : Charlotte Breceda
- 2004 : Fallacy de Jeff Jensen :
- 2005 : Sa mère ou moi ! (Monster-in-Law) de Robert Luketic : Tina Gray (images d'archives, non créditée)
- 2009 : The Graves de Brian Pulido : Darlene Atwood
- 2010 : Deadly Impact de Robert Kurtzman : Julie Mulligan
- 2019 : Badland de Justin Lee : Alice Hollenbeck

### Télévision

#### Téléfilms
- 1981 : La Maison maudite (This House Possessed) : Holly
- 1981 : The Other Victim de Noel Black : Kimi Langford
- 1982 : Cass Malloy de J.D. Lobue : Colleen Malloy
- 1983 : Lone Star de John Flynn : Maggie Holloway
- 1983 : The Tom Swift and Linda Craig Mystery Hour de Harry Harris (en) : Kathy Hamilton
- 1983 : Le Crime dans le sang (en) (A Killer in the Family) de Richard T. Heffron : Dannelda Lyons
- 1984 : My Mother's Secret Life de Robert Markowitz : Tobi Jensen
- 1986 : Combattante du feu (Firefighter) de Robert Michael Lewis : Marilyn
- 1986 : Something in Common de Glenn Jordan : Laura Grant
- 1987 : Independence de John Patterson : Chastity
- 1989 : The Final Days de Richard Pearce : Tricia Nixon Cox
- 1992 : Gunsmoke: To the Last Man (en) de Jerry Jameson : Lizzie Tewksbury

#### Séries télévisées
- 1981 : Buck Rogers au XXVe siècle : Laura (Saison 2 - Épisode 6)
- 1981 : ABC Afterschool Special : Cindy Scott (Saison 10 - Épisode 1)
- 1981 : Jessica Novak (en) : (Saison 1 - Épisode 2)
- 1981 : The Righteous Apples : (Saison 1 - Épisode 2)
- 1982 : Teachers Only (en) : Amy (Saison 1 - Épisode 4)
- 1982 : Star of the Family (en) : Tiffany (Saison 1 - Épisodes 2 et 4)
- 1983 : The Powers of Matthew Star : Kerri Saxon (Saison 1 - Épisode 13)
- 1985 : Otherworld : Nova (Saison 1 - Épisode 1)
- 1985 : Glitter : Christie (Saison 1 - Épisode 13)
- 1985-1986 : Hôpital St Elsewhere (St. Elsewhere) : Pru Dowler (Saison 4 - Épisodes 6, 10 et 12)
- 1985-1986 : Cheers (St. Elsewhere) : Beth Curtis (Saison 4 - Épisode 2 et Saison 5 - Épisode 11)
- 1986-1987 : Cagney et Lacey (Cagney & Lacey) : Bridgit Cagney (Saison 5 - Épisodes 21 et 23, Saison 7 - Épisode 6)
- 1987 : Les Aventures de Beans Baxter (The New Adventures of Beans Baxter) : Mary Ellen (Saison 1 - Épisode 5)
- 1987 : Mes deux papas (My Two Dads) : Dana (Saison 1 - Épisode 5)
- 1991 : Code Quantum (Quantum Leap) : Suzanne Elsinger (Saison 4 - Épisode 1)
- 1992-1993 : Highlander : Randi MacFarland (Saison 1 - 7 épisodes)
- 1994 : Les Dessous de Palm Beach (Silk Stalkings) : Sandra Thomas (Saison 3 - Épisode 18)
- 1995 : University Hospital : infirmière Drewe (Saison 1 - Épisode 1)
- 1995 : Arabesque (Murder, She Wrote) : Laura Maples (Saison 11 - Épisode 20)
- 1995 : Walker, Texas Ranger : Alicia (Saison 4 - Épisode 2)
- 1995 : The Marshal (en) : Fremont (Saison 2 - Épisode 5)
- 1996 : New York Police Blues (NYPD Blue) : Ellen Lewis (Saison 3 - Épisode 9)
- 1996 : High Incident : (Saison 1 - Épisode 2)
- 1998 : Urgences (ER) : Mrs. Adams (Saison 4 - Épisode 21)
- 1998-2002 : JAG : Helene Dugan / Diane Akers (Saison 4 - Épisode 8 et Saison 8 - Épisode 3)
- 1999 : Charmed : Stevie (Saison 2 - Épisode 1)
- 1999 : Profiler : Lee Armstrong (Saison 4 - Épisode 5)
- 2000 : Any Day Now (en) : (Saison 3 - Épisode 10)
- 2001 : Diagnostic : Meurtre (Diagnosis Murder) : Maureen (Saison 8 - Épisode 15)
- 2001 : Espions d'État (The Agency) : Jennifer Steward (Saison 1 - Épisode 2)
- 2001-2011 : Les experts (CSI: Crime Scene Investigation) : Donna Marks / Tina / Tina Vincent (Saison 2 - Épisode 12, Saison 11 - Épisode 15, 20 et 21)
- 2002 : Amy (Judging Amy) : Denise Wharton (Saison 3 - Épisode 24)
- 2002 : Le Drew Carey Show (The Drew Carey Show) : Tina (Saison 8 - Épisode 1)
- 2003 : Division d'élite (The Division) : Sharon (Saison 3 - Épisode 3)
- 2004 : Cold Case : Affaires classées : Sonya Witkowski (Saison 1 - Épisode 15)
- 2006 : Dexter : Une assistante sociale (Saison 1 - Épisode 3)
- 2014 : The Division : Helen Stanfield (Saison 1 - Épisode 4)
- 2014 : Major Crimes : Joanna Cass (Saison 3 - Épisode 6)